# Pand (recht)
Het recht van pand is een zakelijk zekerheidsrecht waarmee een roerende zaak of een vordering (het onderpand) bezwaard kan worden. Het pandrecht wordt gevestigd om bij voorrang een geldsom te krijgen voor geleverde diensten of goederen in met name faillissementssituaties. De pendant hiervan voor een onroerend goed is het recht van hypotheek.
Hieronder gaat het over het Nederlandse recht. Het is geregeld in Boek 3 van het Burgerlijk Wetboek (Vermogensrecht), Titel 9. Rechten van pand en hypotheek.
Het huidige pandrecht verschilt van het oudvaderlands pandrecht, dat onder andere inhield dat het pand, ambt of goed, direct in het bezit kwam van de pandnemer.

## Inleiding
Het recht van pand is een beperkt recht, en wel een zekerheidsrecht, strekkende om op de daaraan onderworpen goederen een vordering tot voldoening van een geldsom bij voorrang boven andere schuldeisers te verhalen (art. 3:227 BW). Een recht van pand kan zowel voor een bestaande als voor een toekomstige vordering worden gevestigd. Elk beding waarbij de pandhouder de bevoegdheid wordt gegeven zich het verbonden goed toe te eigenen, is nietig (art. 3:235 BW). 
Diegene die het recht vestigt is een pandgever, degene die het krijgt is de pandhouder. Meestal wordt een pandrecht bedongen bij het verstrekken van een lening of de verkoop van een grote partij goederen die niet direct bij verkoop betaald worden (in dat geval zijn de verkochte goederen vaak het onderpand). Pandrecht is een afhankelijk recht, het is dus onlosmakelijk verbonden aan de vordering ter voldoening waarvan het tot zekerheid strekt. Indien de lening volledig is afgelost of de goederen zijn betaald vervalt automatisch, van rechtswege, het pandrecht.

## Onderpand
Op alle roerende zaken en rechten aan toonder kan men pandrecht verlenen, tenzij de aard zich er niet voor leent (het leger zal bijvoorbeeld geen tank mogen verpanden). Ook aandelen, vorderingen en huurpenningen kunnen verpand worden.
Wanneer men een zekerheidsrecht vestigt op een onroerend goed, registergoed, zoals een gebouw, spreekt men van hypotheekrecht.

## Soorten pandrecht
Men kent twee soorten pandrecht. Dat zijn het stille pandrecht en het openlijke (vuist) pandrecht . Stil pand betekent slechts dat een akte wordt opgemaakt. Deze akte kan notarieel of onderhands zijn. Het pandrecht gevestigd bij onderhandse akte moet wel worden geregistreerd. Bij vestiging van een vuistpand wordt de zaak in de macht van de pandhouder gebracht. Dit zorgt niet alleen dat het pandrecht naar buiten toe kenbaar wordt, maar versterkt de voorrang van het pandrecht.

## Vestiging pandrecht
Voor het vestigen van een pandrecht op een roerende zaak zijn de vereisten van overdracht van overeenkomstige toepassing. Een pandrecht kan worden gevestigd middels een akte. Dit kan een authentieke akte zijn of een onderhandse akte.

### Stil pand (bezitloos pandrecht, vuistloos pand)
Vestiging van een stil pand kan door middel van een authentieke akte of een onderhandse akte geschieden. Elke akte van een notaris wordt als authentieke akte geregistreerd zodat daarmee het tijdstip van vestiging van het pandrecht is vastgelegd. Een onderhandse akte moet, wil de verpanding geldig zijn, geregistreerd worden bij de Belastingdienst. Dus óf een notariële akte van verpanding óf een onderhandse akte die direct daarna wordt geregistreerd; sinds 1 januari 2014 kan deze registratie alleen gebeuren bij de Belastingdienst/kantoor Rotterdam, Cluster Registratie, Postbus 50963, 3007 BC Rotterdam. Dankzij een uitspraak van de Hoge Raad (Hoge Raad 29 juni 2001, NJ 2001 / 662 (Meijs q.q./Bank of Tokyo) mag ook een kopie worden geregistreerd. Thans kunnen dergelijke aktes daarom door tussenkomst van online dienstverleners worden geregistreerd.
Een zekerheidsrecht in de vorm van een pandakte kan op nagenoeg alle goederen behalve registergoederen worden gevestigd. We onderscheiden het traditionele pandrecht (het vuistpandrecht) en het stil pandrecht. Bij vuistpandrecht wordt het verpande goed in de macht van de pandhouder (de crediteur) gebracht. De debiteur kan daardoor niet meer over het goed beschikken. Omdat als de nood aan de man komt de crediteur direct het pand te gelde kan maken geeft dit hem een zeer sterk recht. 
Om bedrijfseconomische redenen is het verschaffen van een vuistpandrecht in de meeste gevallen niet mogelijk. De debiteur dient over deze verpande goederen te beschikken ten behoeve van zijn bedrijfsvoering. Daarom worden de meeste verpandingen gegoten in de vorm van een zogenaamd ‘stil pandrecht’. De goederen blijven in de macht van de debiteur en de buitenwereld merkt niets van de verpanding. Het stille pandrecht kan eerst door de pandhouder worden uitgeoefend nadat de goederen in zijn macht zijn gekomen. Voor verpande vorderingen van de pandgever op derden geldt dat de pandhouder deze eerst kan innen nadat hij zijn pandrecht aan de debiteuren van die verpande vorderingen heeft kenbaar gemaakt. Daarvoor zal hij echter moeten beschikken over de debiteurenadministratie van de debiteur.
De afwikkeling van een stil pandrecht vereist dus medewerking van de pandgever. De verplichting hiertoe volgt uit de wet en uit de voorwaarden die op de pandakte van toepassing zijn. In sommige gevallen moet deze verplichting worden afgedwongen. dat kan vrij eenvoudig middels een zgn pandbeslag.
Vele goederen kunnen worden verpand. Denk daarbij niet alleen aan roerende zaken als voorraden, inventaris, machines en levende have, maar ook aan de vorderingen van de debiteur op derden, aandelen, lidmaatschapsrechten, auteurs-, merk-, octrooi-, kwekers- en andere IE rechten en zelfs aan goodwill, al bestaat over goodwill de nodige discussie tussen juristen. 
Sprake dient te zijn van een vermogensrecht dat overdraagbaar is. Niet alle vermogensrechten zijn overdraagbaar. Indien bijvoorbeeld tussen de pandgever en zijn debiteur rechtsgeldig is overeengekomen dat de vorderingen van die debiteur op de pandgever niet kunnen worden overgedragen dan kan op die vorderingen ook geen pandrecht worden gevestigd (Hoge Raad 17 januari 2003, NJ 2004 / 281 (Oryx/Van Eesteren)). 
Wat precies onder het pandrecht valt dient bepaalbaar te zijn. Dat betekent niet dat de pandakte of de daarop van toepassing zijnde algemene voorwaarden een nauwkeurige beschrijving moet bevatten van de in pand gegeven goederen, maar wel een zodanige beschrijving dat achteraf aan de hand van die beschrijving de omvang van het pandrecht kan worden bepaald (Hoge Raad 14 oktober 1994, NJ 1995 / 447 (Rivierland/Gispen q.q.) en 20 september 2002, NJ 2004 / 182 (Mulder q.q./Rabobank)). Denk hierbij bijvoorbeeld aan “alle ten tijde van de ondertekening van de akte bestaande rechten of vorderingen jegens derden en alle rechten of vorderingen jegens derden die worden verkregen uit de ten tijde van de ondertekening van de akte bestaande rechtsverhoudingen met die derden”. 
De Hoge Raad heeft in een geschil over de bepaalbaarheidseis tevens beslist dat bij onduidelijkheid ruimte bestaat voor de rechter de bedoeling van partijen uit te leggen. Daarvoor dient de zogenaamde Haviltex maatstaf te worden gebruikt (HR 20 september 2002, NJ 2002 / 610 (ING/Muller q.q.). Die maatstaf houdt in dat in geval van onduidelijkheid van de afspraken tussen partijen, de rechter te rade dient te gaan bij “de zin die partijen in de gegeven omstandigheden over en weer redelijkerwijs aan elkaars verklaringen en gedragingen mochten toekennen en op hetgeen zij te dien aanzien redelijkerwijs van elkaar mochten verwachten”. In de berechte zaak oordeelde de Hoge Raad dat partijen met een verpanding van software geacht moesten worden te hebben bedoeld de auteursrechten op die software.
Een pandrecht kan niet alleen de huidige goederen van de pandgever maar ook zijn toekomstige goederen omvatten. Het kan blijkens een recente uitspraak van de Hoge Raad ook de voorwaardelijk eigendom van die goederen omvatten (Hoge Raad 3 juni 2016, NJ 2016/290 (Rabobank/Reuser)). Denk daarbij aan de goederen die een pandgever onder eigendomsvoorbehoud verwerft. 

##### Stil pandrecht op vorderingen
Een bijzonder stil pandrecht is het pandrecht op vorderingen. Als een pandrecht op vorderingen voor de eerste maal wordt geregistreerd vallen daaronder alle op dat moment bestaande vorderingen en de vorderingen die voortvloeien uit op dat moment bestaande rechtsverhoudingen. 
Vorderingen die pas na de registratiedatum ontstaan vallen niet onder het pandrecht. Om deze toekomstige vorderingen te verpanden moet periodiek en bij voorkeur dagelijks een nieuwe pandakte worden opgemaakt en worden geregistreerd. Vroeger gebeurde dat door de pandgever periodiek pandlijsten aan te laten leveren, een pandakte op te maken voor deze vorderingen en deze akte te registreren. 
Deze zowel de pandgever als de pandnemer belastende arbeid, die bovendien veel vorderingen aan het pandrecht liet ontsnappen, is in de loop van de tijd vervangen door de verpanding bij volmacht. In de pandakte of in de daarin genoemde algemene voorwaarden wordt een volmacht opgenomen van de pandgever aan de pandnemer, die de pandnemer in staat stelt mede namens de pandgever een pandakte met zichzelf op te maken. Deze pandakte wordt vervolgens door de pandnemer geregistreerd. Deze constructie ontlast zowel de pandgever als de pandnemer zeer. Doordat dergelijke volmachten in het belang van de gevolmachtigde worden verstrekt en onherroepelijk zijn, voorkomt de constructie ook dat vorderingen aan het pandrecht ontsnappen doordat de pandgever niet (meer) meewerkt. De onherroepelijkheid maakt tenslotte dat de gevolmachtigde de ontvangen volmacht ook door een derde kan laten uitoefenen (artikel 3:74 lid 3 BW).
De Hoge Raad heeft de volmachtconstructie aanvaard in zijn arrest van 3 februari 2012, NJ 2012 / 261 (Dix q.q./ING). In dat arrest aanvaardde de Hoge Raad ook de mogelijkheid middels een (verzamel-)pandakte de volmachten van grote hoeveelheden kredietnemers uit te oefenen. De Hoge Raad verwierp de stelling van de curator dat een volmachtbeding in algemene voorwaarden onredelijk bezwarend is. 
Deze rechtspraak stelt banken en particulieren via platforms thans in staat dagelijks voor alle pandgevers en pandnemers verzamelpandaktes op te maken en dagelijks te registreren.

### Vuistpand
Vuistpand wordt gevestigd door de roerende zaak in de handen van de pandhouder te geven, ook kan in handen van een derde (een bewaarnemer) worden gegeven, mits dit is overeengekomen. Voor de vestiging van pand op toonder- of orderpapieren is endossement vereist, een aantekening op de achterkant van het papier dat de vordering verpand is.

### Pandhuispand
Pandhuispand is een bijzondere vorm van vuistrecht. Bekend als lommerd of bank van lening waar goederen in bewaring werden gegeven in ruil van een geldlening. Als bewijs ontving men een lommerdbriefje. Lening en rente moesten binnen zes maanden afgelost worden, zo niet dan werd het onderpand eigendom van de geldverschaffer.

## Werking pandrecht
Een pandhouder mag zich een goed niet toe-eigenen indien de schuldenaar verzuimt de op hem rustende vorderingen te voldoen, het goed mag alleen verkocht worden door middel van executoriale verkoop. 
Aan de pandhouder komt het recht van parate executie toe, dit is de bevoegdheid om zonder executoriale titel (bijvoorbeeld een gerechtelijk vonnis) en zonder executoriaal beslag over te gaan tot executoriale verkoop om uit de opbrengst de vorderingen te voldoen.
Pandrecht is een zakelijk recht. De pandhouder kan het dus tegen iedereen inroepen, met name tegen de pandgever, tegen de verkrijger van het verpande goed, en tegen de curator in faillissement.

## Voorrangsrecht
Pandrecht wijkt slechts voor een zeer beperkt aantal voorrechten (bijvoorbeeld dat voor kosten tot behoud van het goed) en in sommige gevallen voor dat van de fiscus. 
De pandhouder mag overgaan tot parate executie los van eventuele voorrechten of later gevestigde pandrechten, en in faillissement mag hij het goed uit de boedel halen en verkopen. De pandhouder kan zijn recht uitoefenen alsof er geen sprake is van faillissement, hij heeft een separatistpositie. Dit voorrangsrecht kan overigens wel worden doorkruist door het bodemvoorrecht van de fiscus. Op basis van dit recht kan de fiscus zich verhalen op goederen die zich op de bodem van de belastingschuldige bevinden. Dit geldt ook als deze goederen verpand zijn. Dit bodemvoorrecht geldt voor bedrijfsinventaris en bedrijfsmiddelen, maar niet voor de voorraad. Als er dus een pandrecht op bedrijfsmiddelen is gevestigd, maar er tevens een fiscale schuld bestaat, zal de fiscus vóór de pandhouder gaan. Mocht de fiscus op andere wijze worden voldaan, dan kan de pandhouder zich vervolgens alsnog op de opbrengst van de bedrijfsmiddelen verhalen.

## Afhankelijk recht
Het pandrecht is een afhankelijk recht: het is zodanig aan de gezekerde vordering verbonden, dat het niet zonder die vordering kan bestaan en die vordering te allen tijde volgt (art. 3: 82 BW). Dus bij overgang van een vordering op een nieuwe schuldeiser gaat het pandrecht mee over. Dit betekent ook dat het zekerheidsrecht automatisch ('van rechtswege') teniet gaat wanneer de gezekerde vordering teniet gaat, en dat het zekerheidsrecht automatisch de vordering volgt wanneer deze als gevolg van cessie, subrogatie, vererving, boedelmenging of anderszins in het vermogen van een ander geraakt.  

## Substitutie of zaaksvervanging
Substitutie of zaaksvervanging: ieder recht van pand of hypotheek brengt automatisch een recht van pand mee op alle (schade)vergoedingsvorderingen die in de plaats treden van het verbonden object. Bijvoorbeeld de schade-uitkering door de verzekeringsmaatschappij na verlies door inbraak of tenietgaan door brand, en vorderingen ter zake van waardevermindering van het goed (art.3:229 BW). 
Als een schuldeiser/stil pandhouder bang is dat zich een waardevermindering van het verbonden goed voordoet, bijvoorbeeld omdat de schuldenaar in verzuim is, dan kan hij zijn stil pandrecht omzetten in een vuistpand door het verpande object op te halen bij de pandgever. Hij heeft dan een vuistpandrecht en wordt daarmee zo sterk dat er bijna geen andere rechten meer voorgaan. Ook kan het verbonden object tenietgaan door vermenging of gebruik voor een nieuw object zaaksvorming.

## Wetsvoorstel opheffing verpandingsverboden
In 2020 werd het wetsvoorstel opheffing verpandingsverboden ingediend, waarmee het verpandingsverbod wordt verboden. De idee achter deze wet is dat verpandingsverboden juist het verkrijgen van financiering tegenhouden aangezien een verpandingsverbod ervoor zorgt dat een potentieel onderpand niet langer als zekerheid voor een te verkrijgen financiering kan dienen. Door het contractueel overeenkomen van een verpandingsverbod te verbieden wordt er (zo is de idee) voor gezorgd dat er meer zekerheden beschikbaar zijn en financieringen sneller kunnen worden verkregen, zo is te lezen in het door de minister opgestelde nadere rapport behorende bij het wetsvoorstel.Zolang de wet nog niet is aangenomen en van kracht is, blijft het mogelijk een verpandingsverbod op te leggen of contractueel overeen te komen door dit op te nemen in de overeenkomst op basis waarvan uiteindelijk facturen worden verzonden en dus vorderingen ontstaan. Een verpandingsverbod kan niet in de pandakte worden opgenomen. Wel kan het voorkomen dat in de pandakte afspraken worden opgenomen voor het geval vorderingen die bedoeld zijn met de pandakte te worden verpand onder een verpandingsverbod blijken te vallen. Een verpandingsverbod kan ook problemen voor de pandgever opleveren als er juist niets omtrent de gevolgen van een verpandingsverbod in de akte is bepaald. In de akte wordt namelijk altijd opgenomen dat de pandgever bevoegd is tot verpanding over te gaan. Als een verpandingsverbod ten aanzien van de in de pandakte benoemde vorderingen bestaat, betekent dit dat de pandgever juist niet bevoegd is tot verpanding over te gaan. Daarmee handelt de pandgever in strijd met de pandakte. De uiteindelijk in te voeren wet zal van dwingend recht zijn, zodat een contractuele afwijking van het verpandingsverbod niet zal zijn toegestaan.